# Коксу (Мактааральский район)
Коксу (каз. Көксу, до 2011 г. — Водное) — село в Мактааральском районе Туркестанской области Казахстана. Входит в состав Достыкского сельского округа. Код КАТО — 514435200.

## Население
В 1999 году население села составляло 277 человек (138 мужчин и 139 женщин). По данным переписи 2009 года, в селе проживало 296 человек (142 мужчины и 154 женщины).